# 나라 845
나라 845(なら845)은 NHK 나라 방송국에서 제작되어 방영되고 있는 저녁 로컬 뉴스 프로그램이다.

## 소개
- 매주 월요일부터 금요일까지 저녁 8시 45분에 방송되는 나라 845는 오늘 있었던 나라현 지역 소식을 전해주는 프로그램이다.

## 방송시간
- 월요일 - 금요일 저녁 20:45 - 21:00
  - 공휴일은 저녁 20:55 - 21:00시에 NHK 오사카 방송국에서 5분 뉴스와 기상정보를 방송한다,